# Aglaeactis pamela
Aglaeactis pamela е вид птица от семейство Колиброви (Trochilidae). Видът е незастрашен от изчезване.

## Разпространение
Разпространен е в Боливия.